# ناونیت کائور
ناونیت کائور (زادهٔ ۳ ژانویه ۱۹۸۶ میلادی) بازیگر سینمای هند است که به‌طور عمده در فیلم‌های تلوگو بازی می‌کند. او به عنوان عضو پارلمان از امراواتی در انتخابات لوک سبها سال ۲۰۱۹، به عنوان نامزد مستقل انتخاب شده‌است.

## حرفه فیلم
کائور در بمبئی، ماهاراشترا، هند متولد و بزرگ شد. والدین وی در اصل پنجابی هستند. پدرش یک مقام ارتش بود. او تحصیلات خود را تا سطح آموزش استاندارد ۱۰ در دبیرستان کارتیکا به پایان رساند. وی پس از اتمام کلاس دوازدهم، تحصیلات خود را متوقف کرد و به عنوان مدل شروع به کار کرد و در شش موزیک ویدیو بازی کرد. کائور اولین نقش آفرینی خود در سینما را با حضور در فیلم دارشان شروع کرد که یک فیلم کنادا بود.
از دیگر فیلم‌های او می‌توان به چتنا (۲۰۰۵)، جاگاپاتی (۲۰۰۵)، پسر خوب (۲۰۰۵) و بوما(۲۰۰۸) اشاره کرد. . وی در فیلم مالایایی عشق در سنگاپور به کارگردانی رافی مکارتین بازی کرد. در سال ۲۰۱۰، او در فیلم پنجابی لد گیا پاچا (Lad Geya Pecha) در مقابل گورپریت گوگی بازی کرد.

## زندگی شخصی
در تاریخ ۳ فوریه سال ۲۰۱۱، در پی یک وقفه کوتاه از حرفه بازیگری با راوی رعنا، نماینده مستقل مجلس قانونگذاری از حوزه انتخاباتی بندرا در شهر امراواتی، ازدواج کرد. گزارشها حاکی از آن است که آنها با حضور در مراسم ازدواج دسته جمعی، با یکدیگر ازدواج کرده‌اند.

## فیلم‌شناسی
| سال  | فیلم                                          | نقش         | زبان     |
| ---- | --------------------------------------------- | ----------- | -------- |
| ۲۰۰۴ | دارشان                                        | ناندینی     | کانادا   |
| ۲۰۰۴ | سینو واسانتی لاکشمی                           | لاکشمی      | تلوگو    |
| ۲۰۰۴ | ساترووو                                       |             | تلوگو    |
| ۲۰۰۵ | چتنا: هیجان                                   | اوستا       | هندی     |
| ۲۰۰۵ | جاگاپاتی                                      |             | تلوگو    |
| ۲۰۰۵ | پسر خوب                                       | کریشنا ونی  | تلوگو    |
| ۲۰۰۶ | هم‌اتاقی‌ها                                     | پالوی       | تلوگو    |
| ۲۰۰۶ | رانام                                         | حضور ویژه   | تلوگو    |
| ۲۰۰۷ | ماهاراتی                                      |             | تلوگو    |
| ۲۰۰۷ | دزد بزرگ                                      | رامبا       | تلوگو    |
| ۲۰۰۷ | بانگارو کوندا                                 | آلخیا       | تلوگو    |
| ۲۰۰۸ | بوما                                          |             | تلوگو    |
| ۲۰۰۸ | جابیلاما                                      | جابیلاما    | تلوگو    |
| ۲۰۰۸ | وحشت                                          |             | تلوگو    |
| ۲۰۰۸ | آراسانگام                                     | آرتی        | تامیل    |
| ۲۰۰۸ | عشق در سنگاپور                                | دیانا پریرا | مالایایی |
| ۲۰۰۹ | اخبار فلش                                     | ناکشاترا    | تلوگو    |
| ۲۰۰۹ | Edukondalavada Venkataramana Andaru Bagundali |             | تلوگو    |
| ۲۰۱۰ | Lad Gaya Pecha                                | دوست داشتنی | پنجابی   |
| ۲۰۱۰ | نیرنایام                                      |             | تلوگو    |
| ۲۰۱۰ | کلاچاکرام                                     |             | تلوگو    |
| ۲۰۱۰ | امبانی از امباسامودرام                        | ناندینی     | تامیل    |
| ۲۰۱۰ | چهوان دریا (رودخانه ششم)                      | ریت         | پنجابی   |